# Калофиллум войлочный
Калофи́ллум во́йлочный (лат. Calophyllum tomentosum) — дерево из рода Калофиллум (Calophyllum) семейства Калофилловые (Calophyllaceae). Эндемик Шри-Ланки.
Этот вид встречается на лесных участках острова, был описан в работе Illustrations of Indian Botany в середине XIX века английским ботаником Робертом Уайтом.